# Chris Mepham
Christopher James ("Chris") Mepham (Londen, 5 november 1997) is een Welsh-Engels voetballer die doorgaans speelt als centrale verdediger. In januari 2019 verruilde hij Brentford voor Bournemouth. Mepham maakte in 2018 zijn debuut in het Welsh voetbalelftal.

## Clubcarrière
Mepham speelde in de jeugdopleiding van Chelsea, maar in 2012 verliet hij die club. Hierop ging hij in de jeugd van Brentford spelen. In februari 2016 tekende de verdediger zijn eerste professionele contract bij Brentford. Zijn contract verlengde hij in januari 2017 met twee jaar. In september 2017 werd de verbintenis opnieuw opengebroken en verlengd, ditmaal met vijf seizoenen tot medio 2022. Zijn debuut in het eerste elftal volgde een week later, op 26 september 2017, thuis tegen Derby County. Door doelpunten van Joe Ledley en Ollie Watkins eindigde het gelijk: 1–1. Mepham mocht in de rust invallen voor Andreas Bjelland. Op 30 maart 2018 volgde zijn eerste professionele doelpunt. Sheffield United was door een treffer van Chris Basham op voorsprong gekomen, maar in de achtenzestigste minuut schoot Mepham de gelijkmaker in het doel. Bij deze twee doelpunten zou het blijven.
In januari 2019 verkaste Mepham voor een bedrag van circa dertienenhalf miljoen euro naar Bournemouth, waar hij zijn contract zette onder een verbintenis voor de duur van vierenhalf jaar. Met die club degradeerde hij na twee seizoenen naar het Championship, om vervolgens na even zoveel jaar weer een promotie naar de Premier League te verdienen. In september 2022 werd zijn contract opengebroken en verlengd tot medio 2025. Gedurende het seizoen 2023/24 kwam Mepham minder aan spelen toe, waarna hij verhuurd werd aan Sunderland. Bij die club was hij basisspeler en hij hielp Sunderland te promoveren naar de Premier League. Bij zijn terugkeer naar Bournemouth werd zijn contract met een jaar verlengd.

## Clubstatistieken
| Seizoen | Club         | Competitie     | Competitie | Competitie | Beker | Beker | Internationaal | Internationaal | Totaal | Totaal |
| Seizoen | Club         | Competitie     | Wed.       | Dlp.       | Wed.  | Dlp.  | Wed.           | Dlp.           | Wed.   | Dlp.   |
| ------- | ------------ | -------------- | ---------- | ---------- | ----- | ----- | -------------- | -------------- | ------ | ------ |
| 2017/18 | Brentford    | Championship   | 21         | 1          | 3     | 0     | —              | —              | 24     | 1      |
| 2018/19 | Brentford    | Championship   | 22         | 0          | 2     | 0     | —              | —              | 24     | 0      |
| 2018/19 | Bournemouth  | Premier League | 13         | 0          | 0     | 0     | —              | —              | 13     | 0      |
| 2019/20 | Bournemouth  | Premier League | 12         | 1          | 3     | 0     | —              | —              | 15     | 1      |
| 2020/21 | Bournemouth  | Championship   | 26         | 1          | 2     | 0     | —              | —              | 28     | 1      |
| 2021/22 | Bournemouth  | Championship   | 22         | 0          | 2     | 0     | —              | —              | 24     | 0      |
| 2022/23 | Bournemouth  | Premier League | 26         | 0          | 2     | 0     | —              | —              | 28     | 0      |
| 2023/24 | Bournemouth  | Premier League | 10         | 0          | 3     | 0     | —              | —              | 13     | 0      |
| 2024/25 | → Sunderland | Championship   | 40         | 1          | 0     | 0     | —              | —              | 40     | 1      |
| Totaal  | Totaal       | Totaal         | 192        | 4          | 17    | 0     | 0              | 0              | 209    | 4      |

Bijgewerkt op 30 juni 2025.

## Interlandcarrière
Mepham maakte zijn debuut in het Welsh voetbalelftal op 22 maart 2018, toen met 0–6 gewonnen werd van China door drie doelpunten van Gareth Bale, twee van Sam Vokes en een van Harry Wilson. Mepham begon aan het duel als reservespeler en hij mocht van bondscoach Ryan Giggs twintig minuten voor tijd het veld betreden als vervanger van Ben Davies. Mepham werd in mei 2021 door bondscoach Rob Page opgenomen in de selectie van Wales voor het uitgestelde EK 2020. Op het toernooi werd Wales in de achtste finales uitgeschakeld door Denemarken (0–4), nadat het in de groepsfase had gelijkgespeeld tegen Wales (1–1), gewonnen van Turkije (0–2) en verloren van Italië (1–0). Mepham speelde mee tegen Zwitserland, Turkije en Denemarken. Zijn toenmalige teamgenoot David Brooks (eveneens Wales) was ook actief op het EK.
In november 2022 werd Mepham door Page opgenomen in de selectie van Wales voor het WK 2022. Tijdens dit WK werd Wales uitgeschakeld in de groepsfase na een gelijkspel tegen de Verenigde STaten en nederlagen tegen Iran en Engeland. Mepham kwam in alle drie duels in actie. Zijn toenmalige clubgenoot Kieffer Moore (eveneens Wales) was ook actief op het toernooi.
| Interlands van Chris Mepham voor Wales | Interlands van Chris Mepham voor Wales | Interlands van Chris Mepham voor Wales | Interlands van Chris Mepham voor Wales | Interlands van Chris Mepham voor Wales | Interlands van Chris Mepham voor Wales | Interlands van Chris Mepham voor Wales |
| №                                      | Datum                                  | Wedstrijd                              | Uitslag                                | Competitie                             | Goals                                  |                                        |
| Als speler bij Brentford               | Als speler bij Brentford               | Als speler bij Brentford               | Als speler bij Brentford               | Als speler bij Brentford               | Als speler bij Brentford               | Als speler bij Brentford               |
| -------------------------------------- | -------------------------------------- | -------------------------------------- | -------------------------------------- | -------------------------------------- | -------------------------------------- | -------------------------------------- |
| 1                                      | 22 maart 2018                          | China – Wales                          | 0 – 6                                  | Vriendschappelijk                      |                                        |                                        |
| 2                                      | 28 mei 2018                            | Mexico – Wales                         | 0 – 0                                  | Vriendschappelijk                      |                                        |                                        |
| 3                                      | 6 september 2018                       | Wales – Ierland                        | 4 – 1                                  | Nations League 2018/19                 |                                        |                                        |
| 4                                      | 9 september 2018                       | Denemarken – Wales                     | 2 – 0                                  | Nations League 2018/19                 |                                        |                                        |
| Als speler bij Bournemouth             |                                        |                                        |                                        |                                        |                                        |                                        |
| 5                                      | 24 maart 2019                          | Wales – Slowakije                      | 1 – 0                                  | EK 2020 kwalificatie                   |                                        |                                        |
| 6                                      | 8 juni 2019                            | Kroatië – Wales                        | 2 – 1                                  | EK 2020 kwalificatie                   |                                        |                                        |
| 7                                      | 6 september 2019                       | Wales – Azerbeidzjan                   | 2 – 1                                  | EK 2020 kwalificatie                   |                                        |                                        |
| 8                                      | 9 september 2019                       | Wales – Wit-Rusland                    | 1 – 0                                  | Vriendschappelijk                      |                                        |                                        |
| 9                                      | 16 november 2019                       | Azerbeidzjan – Wales                   | 0 – 2                                  | EK 2020 kwalificatie                   |                                        |                                        |
| 10                                     | 19 november 2019                       | Wales – Hongarije                      | 2 – 0                                  | EK 2020 kwalificatie                   |                                        |                                        |
| 11                                     | 8 oktober 2020                         | Engeland – Wales                       | 3 – 0                                  | Vriendschappelijk                      |                                        |                                        |
| 12                                     | 14 oktober 2020                        | Bulgarije – Wales                      | 0 – 1                                  | Nations League 2020/21                 |                                        |                                        |
| 13                                     | 15 november 2020                       | Wales – Ierland                        | 1 – 0                                  | Nations League 2020/21                 |                                        |                                        |
| 14                                     | 18 november 2020                       | Wales – Finland                        | 3 – 1                                  | Nations League 2020/21                 |                                        |                                        |
| 15                                     | 24 maart 2021                          | België – Wales                         | 3 – 1                                  | Vriendschappelijk                      |                                        |                                        |
| 16                                     | 30 maart 2021                          | Wales – Tsjechië                       | 1 – 0                                  | Vriendschappelijk                      |                                        |                                        |
| 17                                     | 2 juni 2021                            | Frankrijk – Wales                      | 3 – 0                                  | Vriendschappelijk                      |                                        |                                        |
| 18                                     | 5 juni 2021                            | Wales – Albanië                        | 0 – 0                                  | Vriendschappelijk                      |                                        |                                        |
| 19                                     | 12 juni 2021                           | Wales – Zwitserland                    | 1 – 1                                  | EK 2020                                |                                        |                                        |
| 20                                     | 16 juni 2021                           | Turkije – Wales                        | 0 – 2                                  | EK 2020                                |                                        |                                        |
| 21                                     | 26 juni 2021                           | Wales – Denemarken                     | 0 – 4                                  | EK 2020                                |                                        |                                        |
| 22                                     | 5 september 2021                       | Wit-Rusland – Wales                    | 2 – 3                                  | WK 2022 kwalificatie                   |                                        |                                        |
| 23                                     | 8 september 2021                       | Wales – Estland                        | 0 – 0                                  | WK 2022 kwalificatie                   |                                        |                                        |
| 24                                     | 8 oktober 2021                         | Tsjechië – Wales                       | 2 – 2                                  | WK 2022 kwalificatie                   |                                        |                                        |
| 25                                     | 11 oktober 2021                        | Estland – Wales                        | 0 – 1                                  | WK 2022 kwalificatie                   |                                        |                                        |
| 26                                     | 16 november 2021                       | Wales – België                         | 1 – 1                                  | WK 2022 kwalificatie                   |                                        |                                        |
| 27                                     | 24 maart 2022                          | Wales – Oostenrijk                     | 2 – 1                                  | WK 2022 kwalificatie                   |                                        |                                        |
| 28                                     | 29 maart 2022                          | Wales – Tsjechië                       | 1 – 1                                  | Vriendschappelijk                      |                                        |                                        |
| 29                                     | 1 juni 2022                            | Polen – Wales                          | 2 – 1                                  | Nations League 2022/23                 |                                        |                                        |
| 30                                     | 8 juni 2022                            | Wales – Nederland                      | 1 – 2                                  | Nations League 2022/23                 |                                        |                                        |
| 31                                     | 11 juni 2022                           | Wales – België                         | 1 – 1                                  | Nations League 2022/23                 |                                        |                                        |
| 32                                     | 14 juni 2022                           | Nederland – Wales                      | 3 – 2                                  | Nations League 2022/23                 |                                        |                                        |
| 33                                     | 22 september 2022                      | België – Wales                         | 2 – 1                                  | Nations League 2022/23                 |                                        |                                        |
| 34                                     | 21 november 2022                       | Verenigde Staten – Wales               | 1 – 1                                  | WK 2022                                |                                        |                                        |
| 35                                     | 25 november 2022                       | Wales – Iran                           | 0 – 2                                  | WK 2022                                |                                        |                                        |
| 36                                     | 29 november 2022                       | Wales – Engeland                       | 0 – 3                                  | WK 2022                                |                                        |                                        |
| 37                                     | 25 maart 2023                          | Kroatië – Wales                        | 1 – 1                                  | EK 2024 kwalificatie                   |                                        |                                        |
| 38                                     | 28 maart 2023                          | Wales – Letland                        | 1 – 0                                  | EK 2024 kwalificatie                   |                                        |                                        |
| 39                                     | 16 juni 2023                           | Wales – Armenië                        | 2 – 4                                  | EK 2024 kwalificatie                   |                                        |                                        |
| 40                                     | 19 juni 2023                           | Turkije – Wales                        | 2 – 0                                  | EK 2024 kwalificatie                   |                                        |                                        |
| 41                                     | 7 september 2023                       | Wales – Zuid-Korea                     | 0 – 0                                  | Vriendschappelijk                      |                                        |                                        |
| 42                                     | 11 september 2023                      | Letland – Wales                        | 0 – 2                                  | EK 2024 kwalificatie                   |                                        |                                        |
| 43                                     | 15 oktober 2023                        | Wales – Kroatië                        | 2 – 1                                  | EK 2024 kwalificatie                   |                                        |                                        |
| 44                                     | 18 november 2023                       | Armenië – Wales                        | 1 – 1                                  | EK 2024 kwalificatie                   |                                        |                                        |
| 45                                     | 21 maart 2024                          | Wales – Finland                        | 4 – 1                                  | EK 2024 kwalificatie                   |                                        |                                        |
| 46                                     | 26 maart 2024                          | Wales – Polen                          | 0 – 0 (4 – 5 n.s.)                     | EK 2024 kwalificatie                   |                                        |                                        |
| Als speler bij Sunderland              |                                        |                                        |                                        |                                        |                                        |                                        |
| 47                                     | 9 september 2024                       | Montenegro – Wales                     | 1 – 2                                  | Nations League 2024/25                 |                                        |                                        |
| 48                                     | 25 maart 2025                          | Noord-Macedonië – Wales                | 1 – 1                                  | WK 2026 kwalificatie                   |                                        |                                        |
| 49                                     | 9 juni 2025                            | België – Wales                         | 4 – 3                                  | WK 2026 kwalificatie                   |                                        |                                        |

Bijgewerkt op 30 juni 2025.